# Skärgårdskavaljerer
Skärgårdskavaljerer är en svensk dramafilm från 1925 i regi av Theodor Berthels.

## Om filmen
Filmen premiärvisades 19 oktober 1925. Den spelades in i en provisorisk ateljé i Societetssalongen på Furusund med exteriörer från Grisslehamn, skärgården kring Blidö och Restaurang Gyldene Freden i Stockholm av Adrian Bjurman. För koreografin svarade Sven Tropp. Som förlaga har man fem noveller av Albert Engström. Detta är veterligt den enda spelfilm som Albert Engström själv uppträtt i.

## Rollista
- Axel Hultman – Westerberg, fiskare
- Dagmar Ebbesen – Mor Johanna
- Thora Östberg – Alida, hennes dotter
- Bertil Ehrenmark – Viktor Isaksson
- Sven Ingels – Svarte Rudolf
- Victor Thorén – David, dräng
- Gösta Gustafson – Karlsson, kolportör
- Carl Deurell – August Isaksson
- Carl Wallin – Lundström, grosshandlare
- Gustaf Lövås – Sjölin, skräddare
- Lisa Engman – Pepita, krogdanserska
- Henning Ohlsson – pojken Henning
- Anders Larsson – pojken Henning
- Mona Geijer-Falkner – bröllopsgäst
- Theodor Berthels – krogvärd i Barcelona
- Albert Engström – Albert Engström (ramhandling)
- Karl "Xylografen" Andersson – Engströms vän (ramhandling)